# Abbenbroek
Abbenbroek est un village dans la commune néerlandaise de Nissewaard, dans la province de la Hollande-Méridionale. Le 1er janvier 2006, le village comptait environ 1 350 habitants.
Abbenbroek a été une commune indépendante jusqu'au 1er janvier 1980. À cette date, la commune fusionne avec celles de Geervliet, Heenvliet, Oudenhoorn et Zuidland pour former la nouvelle commune de Bernisse.